# گودمن (ویرجینیای غربی)
گودمن (به انگلیسی: Goodman) یک منطقهٔ مسکونی در ایالات متحده آمریکا است که در شهرستان مینگو، ویرجینیای غربی واقع شده‌است. گودمن ۱۹۸٫۱۲ متر بالاتر از سطح دریا واقع شده‌است.